# Rinoscopio

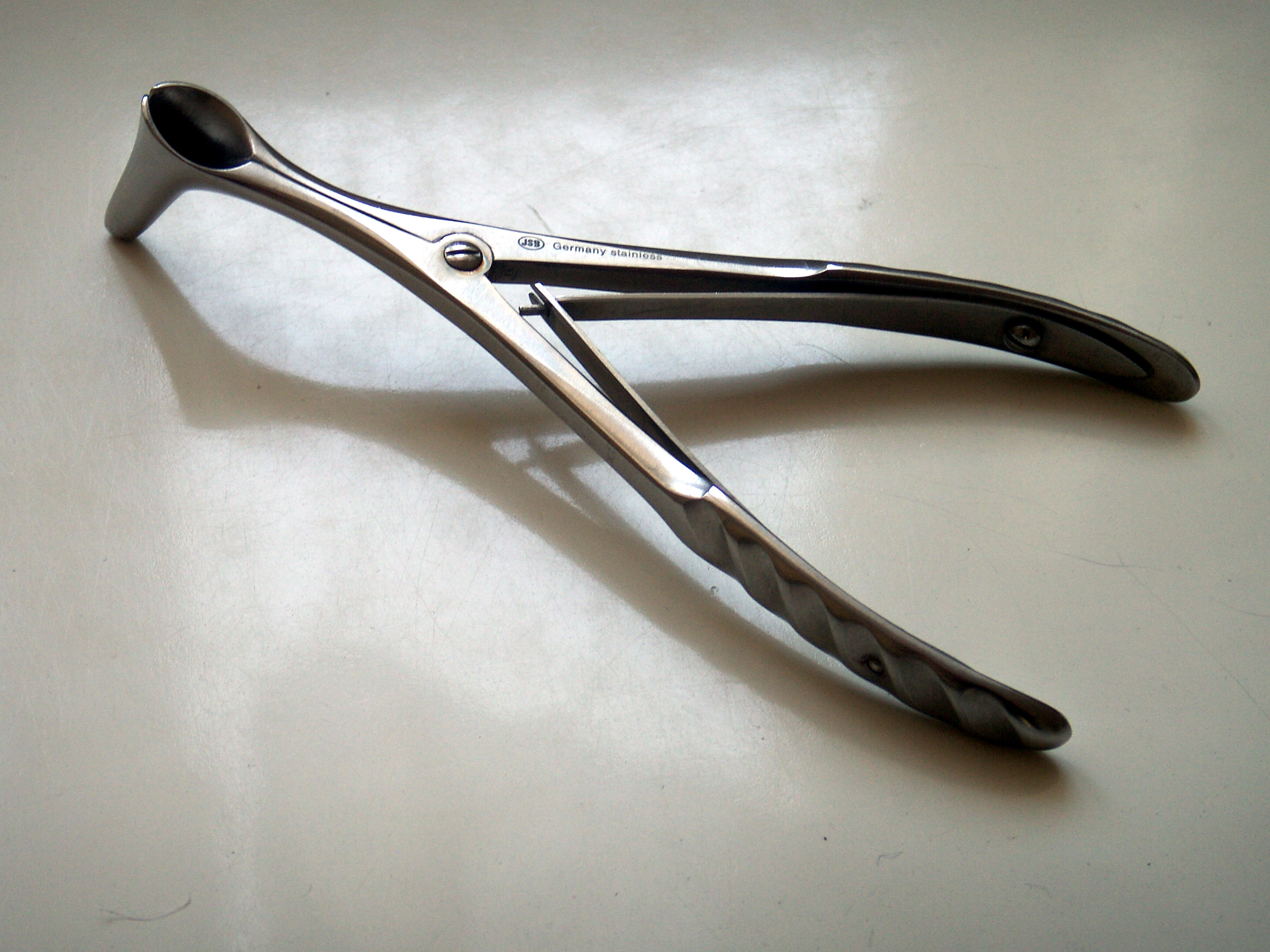
Rinoscopio

El rinoscopio es un instrumento con forma de tubo que se utiliza en medicina para examinar el interior de la nariz. Dispone de una luz y una lente para observación y puede tener un dispositivo para extraer tejidos, lo que permite realizar biopsias. Recibe también el nombre de nasoscopio.
Gracias al rinoscopio puede visualizarse el interior de las fosas nasales, técnica conocida como rinoscopia anterior. Como su nombre dice, permite la exploración de la porción anterior de las fosas nasales: la cabeza del cornete inferior, la región anterior del cornete medio y las regiones del meato inferior y medio, también es explorable el tabique en su porción correspondiente a la región de Kiesselbach y la región de la válvula nasal. La rinoscopia anterior es muy utilizada en medicina por la especialidad de otorrinolaringología y permite diagnosticar la causa de diferentes procesos como sangrado nasal (epistaxis), infecciones nasales, obstrucciones al paso del aire causadas por la existencia de hipertrofia de cornetes, desviación del tabique nasal, pólipos nasales etc.
También existe la rinoscopia posterior, en la cual el endoscopio se hace avanzar a través de la boca para examinar la parte trasera de la cavidad nasal por encima del paladar blando; se puede usar para visualizar la orofaringe debajo. Las estructuras visualizables con la rinoscopia posterior el borde posterior del tabique nasal, la fosa de Roosenmuller, la abertura de la trompa de Eustaquio y la superficie superior del paladar blando.